# (346889) Rhiphonos
(346889) Rhiphonos (2009 QV38) est un centaure.

## Description
Il fut découvert le 28 août 2009 par Timur V. Kryachko sur le site de l'observatoire Engelhardt dépendant de l'observatoire de Zelentchoukskaïa, République de Karatchaïévo-Tcherkessie, en Russie. Il a une période de 35 ans et 276 jours.
Il fut nommé d'après le centaure Rhiphonos, qui était un des commandants des centaures qui rejoignirent Dionysos dans sa campagne contre l'Inde.